# 북마케도니아 축구 국가대표팀
북마케도니아 축구 국가대표팀(마케도니아어: Фудбалска репрезентација на Северна Македонија)은 북마케도니아를 대표하는 축구 국가대표팀으로 북마케도니아 축구 협회에서 관리하고 있다. 1993년 10월 13일 슬로베니아와의 국제 A매치 첫경기에서 4-1 승리를 거두었고 '붉은 사자'라는 별칭으로 알려져 있으며 현재 토셰 프로에스키 아레나를 홈 구장으로 사용하고 있다.

## 국제 대회 경력

### FIFA 월드컵
2022년 FIFA 월드컵 유럽 지역 예선 J조에서 월드컵 4회 우승팀인 독일을 2-1로 꺾는 파란을 일으키는 등 5승 3무 2패·조 2위로 사상 첫 플레이오프 진출에 성공한 뒤 플레이오프 1라운드에서도 UEFA 유로 2020 챔피언 이탈리아마저 1-0으로 침몰시키며 언더독의 반란을 일으켰으며 비록 2라운드에서 포르투갈에게 0-2로 패하며 사상 첫 월드컵 본선 진출이 아쉽게 좌절됐지만 북마케도니아 축구 역사상 월드컵 지역 예선 최고 성적을 거두었다.

### UEFA 유럽 축구 선수권 대회
UEFA 유로 2020 예선 G조에서 4승 2무 4패로 유로 2008 예선 이후 12년만에 유로 대회 예선에서 가장 좋은 성적을 거두며 플레이오프에 진출했고 플레이오프에서도 코소보와 조지아를 꺾고 월드컵과 유로 대회를 통틀어 1998년 월드컵 유럽 지역 예선 첫 출전 이후 20여년만에 사상 첫 메이저 대회 본선 진출의 쾌거를 달성했다.

### UEFA 네이션스리그

#### 2018-19 시즌
네이션스리그의 첫 시즌에서 리그 D에 편입된 북마케도니아는 지브롤터, 아르메니아, 리히텐슈타인과 함께 4조에 편성되어 6경기에서 5승 1패·조 1위로 차기 시즌 리그 C 승격을 확정지었다. 이 과정에서 아르메니아에게 0-4로 대패한 4차전 경기를 제외한 나머지 5경기(리히텐슈타인전 2연승·지브롤터전 2연승·아르메니아전 1승 1패)에서 모두 승리를 쟁취하며 가볍게 승격 티켓을 손에 넣었다.

## FIFA 월드컵 (본선)
| 년도   | 결과                | 순위                | 경기                | 승                  | 무*                 | 패                  | 득점                | 실점                | 승점                |
| ------ | ------------------- | ------------------- | ------------------- | ------------------- | ------------------- | ------------------- | ------------------- | ------------------- | ------------------- |
| 1930년 | 유고슬라비아로 참가 | 유고슬라비아로 참가 | 유고슬라비아로 참가 | 유고슬라비아로 참가 | 유고슬라비아로 참가 | 유고슬라비아로 참가 | 유고슬라비아로 참가 | 유고슬라비아로 참가 | 유고슬라비아로 참가 |
| 1934년 | 유고슬라비아로 참가 | 유고슬라비아로 참가 | 유고슬라비아로 참가 | 유고슬라비아로 참가 | 유고슬라비아로 참가 | 유고슬라비아로 참가 | 유고슬라비아로 참가 | 유고슬라비아로 참가 | 유고슬라비아로 참가 |
| 1938년 | 유고슬라비아로 참가 | 유고슬라비아로 참가 | 유고슬라비아로 참가 | 유고슬라비아로 참가 | 유고슬라비아로 참가 | 유고슬라비아로 참가 | 유고슬라비아로 참가 | 유고슬라비아로 참가 | 유고슬라비아로 참가 |
| 1950년 | 유고슬라비아로 참가 | 유고슬라비아로 참가 | 유고슬라비아로 참가 | 유고슬라비아로 참가 | 유고슬라비아로 참가 | 유고슬라비아로 참가 | 유고슬라비아로 참가 | 유고슬라비아로 참가 | 유고슬라비아로 참가 |
| 1954년 | 유고슬라비아로 참가 | 유고슬라비아로 참가 | 유고슬라비아로 참가 | 유고슬라비아로 참가 | 유고슬라비아로 참가 | 유고슬라비아로 참가 | 유고슬라비아로 참가 | 유고슬라비아로 참가 | 유고슬라비아로 참가 |
| 1958년 | 유고슬라비아로 참가 | 유고슬라비아로 참가 | 유고슬라비아로 참가 | 유고슬라비아로 참가 | 유고슬라비아로 참가 | 유고슬라비아로 참가 | 유고슬라비아로 참가 | 유고슬라비아로 참가 | 유고슬라비아로 참가 |
| 1962년 | 유고슬라비아로 참가 | 유고슬라비아로 참가 | 유고슬라비아로 참가 | 유고슬라비아로 참가 | 유고슬라비아로 참가 | 유고슬라비아로 참가 | 유고슬라비아로 참가 | 유고슬라비아로 참가 | 유고슬라비아로 참가 |
| 1966년 | 유고슬라비아로 참가 | 유고슬라비아로 참가 | 유고슬라비아로 참가 | 유고슬라비아로 참가 | 유고슬라비아로 참가 | 유고슬라비아로 참가 | 유고슬라비아로 참가 | 유고슬라비아로 참가 | 유고슬라비아로 참가 |
| 1970년 | 유고슬라비아로 참가 | 유고슬라비아로 참가 | 유고슬라비아로 참가 | 유고슬라비아로 참가 | 유고슬라비아로 참가 | 유고슬라비아로 참가 | 유고슬라비아로 참가 | 유고슬라비아로 참가 | 유고슬라비아로 참가 |
| 1974년 | 유고슬라비아로 참가 | 유고슬라비아로 참가 | 유고슬라비아로 참가 | 유고슬라비아로 참가 | 유고슬라비아로 참가 | 유고슬라비아로 참가 | 유고슬라비아로 참가 | 유고슬라비아로 참가 | 유고슬라비아로 참가 |
| 1978년 | 유고슬라비아로 참가 | 유고슬라비아로 참가 | 유고슬라비아로 참가 | 유고슬라비아로 참가 | 유고슬라비아로 참가 | 유고슬라비아로 참가 | 유고슬라비아로 참가 | 유고슬라비아로 참가 | 유고슬라비아로 참가 |
| 1982년 | 유고슬라비아로 참가 | 유고슬라비아로 참가 | 유고슬라비아로 참가 | 유고슬라비아로 참가 | 유고슬라비아로 참가 | 유고슬라비아로 참가 | 유고슬라비아로 참가 | 유고슬라비아로 참가 | 유고슬라비아로 참가 |
| 1986년 | 유고슬라비아로 참가 | 유고슬라비아로 참가 | 유고슬라비아로 참가 | 유고슬라비아로 참가 | 유고슬라비아로 참가 | 유고슬라비아로 참가 | 유고슬라비아로 참가 | 유고슬라비아로 참가 | 유고슬라비아로 참가 |
| 1990년 | 유고슬라비아로 참가 | 유고슬라비아로 참가 | 유고슬라비아로 참가 | 유고슬라비아로 참가 | 유고슬라비아로 참가 | 유고슬라비아로 참가 | 유고슬라비아로 참가 | 유고슬라비아로 참가 | 유고슬라비아로 참가 |
| 1994년 | 없음                | 없음                | 없음                | 없음                | 없음                | 없음                | 없음                | 없음                | 없음                |
| 1998년 | 예선 탈락           | 예선 탈락           | 예선 탈락           | 예선 탈락           | 예선 탈락           | 예선 탈락           | 예선 탈락           | 예선 탈락           | 예선 탈락           |
| 2002년 | 예선 탈락           | 예선 탈락           | 예선 탈락           | 예선 탈락           | 예선 탈락           | 예선 탈락           | 예선 탈락           | 예선 탈락           | 예선 탈락           |
| 2006년 | 예선 탈락           | 예선 탈락           | 예선 탈락           | 예선 탈락           | 예선 탈락           | 예선 탈락           | 예선 탈락           | 예선 탈락           | 예선 탈락           |
| 2010년 | 예선 탈락           | 예선 탈락           | 예선 탈락           | 예선 탈락           | 예선 탈락           | 예선 탈락           | 예선 탈락           | 예선 탈락           | 예선 탈락           |
| 2014년 | 예선 탈락           | 예선 탈락           | 예선 탈락           | 예선 탈락           | 예선 탈락           | 예선 탈락           | 예선 탈락           | 예선 탈락           | 예선 탈락           |
| 2018년 | 예선 탈락           | 예선 탈락           | 예선 탈락           | 예선 탈락           | 예선 탈락           | 예선 탈락           | 예선 탈락           | 예선 탈락           | 예선 탈락           |
| 2022년 | 예선탈락            | 예선탈락            | 예선탈락            | 예선탈락            | 예선탈락            | 예선탈락            | 예선탈락            | 예선탈락            | 예선탈락            |
| 합계   |                     |                     |                     |                     |                     |                     |                     |                     |                     |

## FIFA 월드컵 (예선)
| 1930년 | 유고슬라비아로 참가                       | 유고슬라비아로 참가                       | 유고슬라비아로 참가                       | 유고슬라비아로 참가                       | 유고슬라비아로 참가                       | 유고슬라비아로 참가                       | 유고슬라비아로 참가                       |                                           |                                           |
| 1934년 | 유고슬라비아로 참가                       | 유고슬라비아로 참가                       | 유고슬라비아로 참가                       | 유고슬라비아로 참가                       | 유고슬라비아로 참가                       | 유고슬라비아로 참가                       | 유고슬라비아로 참가                       |                                           |                                           |
| 1938년 | 유고슬라비아로 참가                       | 유고슬라비아로 참가                       | 유고슬라비아로 참가                       | 유고슬라비아로 참가                       | 유고슬라비아로 참가                       | 유고슬라비아로 참가                       | 유고슬라비아로 참가                       |                                           |                                           |
| 1950년 | 유고슬라비아로 참가                       | 유고슬라비아로 참가                       | 유고슬라비아로 참가                       | 유고슬라비아로 참가                       | 유고슬라비아로 참가                       | 유고슬라비아로 참가                       | 유고슬라비아로 참가                       |                                           |                                           |
| 1954년 | 유고슬라비아로 참가                       | 유고슬라비아로 참가                       | 유고슬라비아로 참가                       | 유고슬라비아로 참가                       | 유고슬라비아로 참가                       | 유고슬라비아로 참가                       | 유고슬라비아로 참가                       |                                           |                                           |
| 1958년 | 유고슬라비아로 참가                       | 유고슬라비아로 참가                       | 유고슬라비아로 참가                       | 유고슬라비아로 참가                       | 유고슬라비아로 참가                       | 유고슬라비아로 참가                       | 유고슬라비아로 참가                       |                                           |                                           |
| 1962년 | 유고슬라비아로 참가                       | 유고슬라비아로 참가                       | 유고슬라비아로 참가                       | 유고슬라비아로 참가                       | 유고슬라비아로 참가                       | 유고슬라비아로 참가                       | 유고슬라비아로 참가                       |                                           |                                           |
| 1966년 | 유고슬라비아로 참가                       | 유고슬라비아로 참가                       | 유고슬라비아로 참가                       | 유고슬라비아로 참가                       | 유고슬라비아로 참가                       | 유고슬라비아로 참가                       | 유고슬라비아로 참가                       |                                           |                                           |
| 1970년 | 유고슬라비아로 참가                       | 유고슬라비아로 참가                       | 유고슬라비아로 참가                       | 유고슬라비아로 참가                       | 유고슬라비아로 참가                       | 유고슬라비아로 참가                       | 유고슬라비아로 참가                       |                                           |                                           |
| 1974년 | 유고슬라비아로 참가                       | 유고슬라비아로 참가                       | 유고슬라비아로 참가                       | 유고슬라비아로 참가                       | 유고슬라비아로 참가                       | 유고슬라비아로 참가                       | 유고슬라비아로 참가                       |                                           |                                           |
| 1978년 | 유고슬라비아로 참가                       | 유고슬라비아로 참가                       | 유고슬라비아로 참가                       | 유고슬라비아로 참가                       | 유고슬라비아로 참가                       | 유고슬라비아로 참가                       | 유고슬라비아로 참가                       |                                           |                                           |
| 1982년 | 유고슬라비아로 참가                       | 유고슬라비아로 참가                       | 유고슬라비아로 참가                       | 유고슬라비아로 참가                       | 유고슬라비아로 참가                       | 유고슬라비아로 참가                       | 유고슬라비아로 참가                       |                                           |                                           |
| 1986년 | 유고슬라비아로 참가                       | 유고슬라비아로 참가                       | 유고슬라비아로 참가                       | 유고슬라비아로 참가                       | 유고슬라비아로 참가                       | 유고슬라비아로 참가                       | 유고슬라비아로 참가                       |                                           |                                           |
| 1990년 | 유고슬라비아로 참가                       | 유고슬라비아로 참가                       | 유고슬라비아로 참가                       | 유고슬라비아로 참가                       | 유고슬라비아로 참가                       | 유고슬라비아로 참가                       | 유고슬라비아로 참가                       |                                           |                                           |
| 1994년 | 없음                                      | 없음                                      | 없음                                      | 없음                                      | 없음                                      | 없음                                      | 없음                                      |                                           |                                           |
| 1998년 | 10                                        | 4                                         | 1                                         | 5                                         | 22                                        | 18                                        | 13                                        |                                           |                                           |
| 2002년 | 10                                        | 1                                         | 4                                         | 5                                         | 11                                        | 18                                        | 7                                         |                                           |                                           |
| 2006년 | 12                                        | 2                                         | 3                                         | 7                                         | 11                                        | 24                                        | 9                                         |                                           |                                           |
| 2010년 | 8                                         | 2                                         | 1                                         | 5                                         | 5                                         | 11                                        | 7                                         |                                           |                                           |
| 2014년 | 10                                        | 2                                         | 1                                         | 7                                         | 7                                         | 16                                        | 7                                         |                                           |                                           |
| 2018년 | 10                                        | 3                                         | 2                                         | 5                                         | 15                                        | 15                                        | 11                                        |                                           |                                           |
| 2022년 | 10                                        | 5                                         | 3                                         | 2                                         | 23                                        | 11                                        | 18                                        |                                           |                                           |
| 합계   | 70                                        | 19                                        | 15                                        | 36                                        | 94                                        | 113                                       | 72                                        |                                           |                                           |
| 순위   | 월드컵 예선 승점 순위 : 119위 (유럽 41위) | 월드컵 예선 승점 순위 : 119위 (유럽 41위) | 월드컵 예선 승점 순위 : 119위 (유럽 41위) | 월드컵 예선 승점 순위 : 119위 (유럽 41위) | 월드컵 예선 승점 순위 : 119위 (유럽 41위) | 월드컵 예선 승점 순위 : 119위 (유럽 41위) | 월드컵 예선 승점 순위 : 119위 (유럽 41위) | 월드컵 예선 승점 순위 : 119위 (유럽 41위) | 월드컵 예선 승점 순위 : 119위 (유럽 41위) |

## UEFA 유럽 축구 선수권 대회 (본선)
| 년도   | 결과                | 순위                | 경기                | 승                  | 무*                 | 패                  | 득점                | 실점                | 승점                |
| ------ | ------------------- | ------------------- | ------------------- | ------------------- | ------------------- | ------------------- | ------------------- | ------------------- | ------------------- |
| 1960년 | 유고슬라비아로 참가 | 유고슬라비아로 참가 | 유고슬라비아로 참가 | 유고슬라비아로 참가 | 유고슬라비아로 참가 | 유고슬라비아로 참가 | 유고슬라비아로 참가 | 유고슬라비아로 참가 | 유고슬라비아로 참가 |
| 1964년 | 유고슬라비아로 참가 | 유고슬라비아로 참가 | 유고슬라비아로 참가 | 유고슬라비아로 참가 | 유고슬라비아로 참가 | 유고슬라비아로 참가 | 유고슬라비아로 참가 | 유고슬라비아로 참가 | 유고슬라비아로 참가 |
| 1968년 | 유고슬라비아로 참가 | 유고슬라비아로 참가 | 유고슬라비아로 참가 | 유고슬라비아로 참가 | 유고슬라비아로 참가 | 유고슬라비아로 참가 | 유고슬라비아로 참가 | 유고슬라비아로 참가 | 유고슬라비아로 참가 |
| 1972년 | 유고슬라비아로 참가 | 유고슬라비아로 참가 | 유고슬라비아로 참가 | 유고슬라비아로 참가 | 유고슬라비아로 참가 | 유고슬라비아로 참가 | 유고슬라비아로 참가 | 유고슬라비아로 참가 | 유고슬라비아로 참가 |
| 1976년 | 유고슬라비아로 참가 | 유고슬라비아로 참가 | 유고슬라비아로 참가 | 유고슬라비아로 참가 | 유고슬라비아로 참가 | 유고슬라비아로 참가 | 유고슬라비아로 참가 | 유고슬라비아로 참가 | 유고슬라비아로 참가 |
| 1980년 | 유고슬라비아로 참가 | 유고슬라비아로 참가 | 유고슬라비아로 참가 | 유고슬라비아로 참가 | 유고슬라비아로 참가 | 유고슬라비아로 참가 | 유고슬라비아로 참가 | 유고슬라비아로 참가 | 유고슬라비아로 참가 |
| 1984년 | 유고슬라비아로 참가 | 유고슬라비아로 참가 | 유고슬라비아로 참가 | 유고슬라비아로 참가 | 유고슬라비아로 참가 | 유고슬라비아로 참가 | 유고슬라비아로 참가 | 유고슬라비아로 참가 | 유고슬라비아로 참가 |
| 1988년 | 유고슬라비아로 참가 | 유고슬라비아로 참가 | 유고슬라비아로 참가 | 유고슬라비아로 참가 | 유고슬라비아로 참가 | 유고슬라비아로 참가 | 유고슬라비아로 참가 | 유고슬라비아로 참가 | 유고슬라비아로 참가 |
| 1992년 | 없음                | 없음                | 없음                | 없음                | 없음                | 없음                | 없음                | 없음                | 없음                |
| 1996년 | 지역 예선 탈락      | 지역 예선 탈락      | 지역 예선 탈락      | 지역 예선 탈락      | 지역 예선 탈락      | 지역 예선 탈락      | 지역 예선 탈락      | 지역 예선 탈락      | 지역 예선 탈락      |
| 2000년 | 지역 예선 탈락      | 지역 예선 탈락      | 지역 예선 탈락      | 지역 예선 탈락      | 지역 예선 탈락      | 지역 예선 탈락      | 지역 예선 탈락      | 지역 예선 탈락      | 지역 예선 탈락      |
| 2004년 | 지역 예선 탈락      | 지역 예선 탈락      | 지역 예선 탈락      | 지역 예선 탈락      | 지역 예선 탈락      | 지역 예선 탈락      | 지역 예선 탈락      | 지역 예선 탈락      | 지역 예선 탈락      |
| 2008년 | 지역 예선 탈락      | 지역 예선 탈락      | 지역 예선 탈락      | 지역 예선 탈락      | 지역 예선 탈락      | 지역 예선 탈락      | 지역 예선 탈락      | 지역 예선 탈락      | 지역 예선 탈락      |
| 2012년 | 지역 예선 탈락      | 지역 예선 탈락      | 지역 예선 탈락      | 지역 예선 탈락      | 지역 예선 탈락      | 지역 예선 탈락      | 지역 예선 탈락      | 지역 예선 탈락      | 지역 예선 탈락      |
| 2016년 | 지역 예선 탈락      | 지역 예선 탈락      | 지역 예선 탈락      | 지역 예선 탈락      | 지역 예선 탈락      | 지역 예선 탈락      | 지역 예선 탈락      | 지역 예선 탈락      | 지역 예선 탈락      |
| 2020년 | 조별 리그           | 23위                | 3                   | 0                   | 0                   | 3                   | 2                   | 8                   | 0                   |
| 합계   |                     |                     | 3                   | 0                   | 0                   | 3                   | 2                   | 8                   | 0                   |

## UEFA 유럽 축구 선수권 대회 (예선)
| 1960년 | 유고슬라비아로 참가        | 유고슬라비아로 참가        | 유고슬라비아로 참가        | 유고슬라비아로 참가        | 유고슬라비아로 참가        | 유고슬라비아로 참가        | 유고슬라비아로 참가        |                            |                            |
| 1964년 | 유고슬라비아로 참가        | 유고슬라비아로 참가        | 유고슬라비아로 참가        | 유고슬라비아로 참가        | 유고슬라비아로 참가        | 유고슬라비아로 참가        | 유고슬라비아로 참가        |                            |                            |
| 1968년 | 유고슬라비아로 참가        | 유고슬라비아로 참가        | 유고슬라비아로 참가        | 유고슬라비아로 참가        | 유고슬라비아로 참가        | 유고슬라비아로 참가        | 유고슬라비아로 참가        |                            |                            |
| 1972년 | 유고슬라비아로 참가        | 유고슬라비아로 참가        | 유고슬라비아로 참가        | 유고슬라비아로 참가        | 유고슬라비아로 참가        | 유고슬라비아로 참가        | 유고슬라비아로 참가        |                            |                            |
| 1976년 | 유고슬라비아로 참가        | 유고슬라비아로 참가        | 유고슬라비아로 참가        | 유고슬라비아로 참가        | 유고슬라비아로 참가        | 유고슬라비아로 참가        | 유고슬라비아로 참가        |                            |                            |
| 1980년 | 유고슬라비아로 참가        | 유고슬라비아로 참가        | 유고슬라비아로 참가        | 유고슬라비아로 참가        | 유고슬라비아로 참가        | 유고슬라비아로 참가        | 유고슬라비아로 참가        |                            |                            |
| 1984년 | 유고슬라비아로 참가        | 유고슬라비아로 참가        | 유고슬라비아로 참가        | 유고슬라비아로 참가        | 유고슬라비아로 참가        | 유고슬라비아로 참가        | 유고슬라비아로 참가        |                            |                            |
| 1988년 | 유고슬라비아로 참가        | 유고슬라비아로 참가        | 유고슬라비아로 참가        | 유고슬라비아로 참가        | 유고슬라비아로 참가        | 유고슬라비아로 참가        | 유고슬라비아로 참가        |                            |                            |
| 1992년 | 유고슬라비아로 참가        | 유고슬라비아로 참가        | 유고슬라비아로 참가        | 유고슬라비아로 참가        | 유고슬라비아로 참가        | 유고슬라비아로 참가        | 유고슬라비아로 참가        |                            |                            |
| 1996년 | 10                         | 1                          | 4                          | 5                          | 9                          | 18                         | 7                          |                            |                            |
| 2000년 | 8                          | 2                          | 2                          | 4                          | 13                         | 14                         | 8                          |                            |                            |
| 2004년 | 8                          | 1                          | 3                          | 4                          | 11                         | 14                         | 6                          |                            |                            |
| 2008년 | 12                         | 4                          | 2                          | 6                          | 12                         | 12                         | 14                         |                            |                            |
| 2012년 | 10                         | 2                          | 2                          | 6                          | 8                          | 14                         | 8                          |                            |                            |
| 2016년 | 10                         | 1                          | 1                          | 8                          | 6                          | 18                         | 4                          |                            |                            |
| 2020년 | 12                         | 6                          | 2                          | 4                          | 15                         | 14                         | 20                         |                            |                            |
| 합계   | 70                         | 17                         | 16                         | 37                         | 74                         | 104                        | 67                         |                            |                            |
| 순위   | 유로 예선 승점 순위 : 44위 | 유로 예선 승점 순위 : 44위 | 유로 예선 승점 순위 : 44위 | 유로 예선 승점 순위 : 44위 | 유로 예선 승점 순위 : 44위 | 유로 예선 승점 순위 : 44위 | 유로 예선 승점 순위 : 44위 | 유로 예선 승점 순위 : 44위 | 유로 예선 승점 순위 : 44위 |

## 지중해 게임
| 지중해 게임 기록 | 지중해 게임 기록    | 지중해 게임 기록    | 지중해 게임 기록    | 지중해 게임 기록    | 지중해 게임 기록    | 지중해 게임 기록    | 지중해 게임 기록    | 지중해 게임 기록    | 지중해 게임 기록    |
| 년도             | 결과                | 순위                | 경기                | 승                  | 무*                 | 패                  | 득점                | 실점                | 승점                |
| ---------------- | ------------------- | ------------------- | ------------------- | ------------------- | ------------------- | ------------------- | ------------------- | ------------------- | ------------------- |
| 1951년           | 유고슬라비아로 참가 | 유고슬라비아로 참가 | 유고슬라비아로 참가 | 유고슬라비아로 참가 | 유고슬라비아로 참가 | 유고슬라비아로 참가 | 유고슬라비아로 참가 | 유고슬라비아로 참가 | 유고슬라비아로 참가 |
| 1955년           | 유고슬라비아로 참가 | 유고슬라비아로 참가 | 유고슬라비아로 참가 | 유고슬라비아로 참가 | 유고슬라비아로 참가 | 유고슬라비아로 참가 | 유고슬라비아로 참가 | 유고슬라비아로 참가 | 유고슬라비아로 참가 |
| 1959년           | 유고슬라비아로 참가 | 유고슬라비아로 참가 | 유고슬라비아로 참가 | 유고슬라비아로 참가 | 유고슬라비아로 참가 | 유고슬라비아로 참가 | 유고슬라비아로 참가 | 유고슬라비아로 참가 | 유고슬라비아로 참가 |
| 1963년           | 유고슬라비아로 참가 | 유고슬라비아로 참가 | 유고슬라비아로 참가 | 유고슬라비아로 참가 | 유고슬라비아로 참가 | 유고슬라비아로 참가 | 유고슬라비아로 참가 | 유고슬라비아로 참가 | 유고슬라비아로 참가 |
| 1967년           | 유고슬라비아로 참가 | 유고슬라비아로 참가 | 유고슬라비아로 참가 | 유고슬라비아로 참가 | 유고슬라비아로 참가 | 유고슬라비아로 참가 | 유고슬라비아로 참가 | 유고슬라비아로 참가 | 유고슬라비아로 참가 |
| 1971년           | 유고슬라비아로 참가 | 유고슬라비아로 참가 | 유고슬라비아로 참가 | 유고슬라비아로 참가 | 유고슬라비아로 참가 | 유고슬라비아로 참가 | 유고슬라비아로 참가 | 유고슬라비아로 참가 | 유고슬라비아로 참가 |
| 1975년           | 유고슬라비아로 참가 | 유고슬라비아로 참가 | 유고슬라비아로 참가 | 유고슬라비아로 참가 | 유고슬라비아로 참가 | 유고슬라비아로 참가 | 유고슬라비아로 참가 | 유고슬라비아로 참가 | 유고슬라비아로 참가 |
| 1979년           | 유고슬라비아로 참가 | 유고슬라비아로 참가 | 유고슬라비아로 참가 | 유고슬라비아로 참가 | 유고슬라비아로 참가 | 유고슬라비아로 참가 | 유고슬라비아로 참가 | 유고슬라비아로 참가 | 유고슬라비아로 참가 |
| 1983년           | 유고슬라비아로 참가 | 유고슬라비아로 참가 | 유고슬라비아로 참가 | 유고슬라비아로 참가 | 유고슬라비아로 참가 | 유고슬라비아로 참가 | 유고슬라비아로 참가 | 유고슬라비아로 참가 | 유고슬라비아로 참가 |
| 1987년           | 유고슬라비아로 참가 | 유고슬라비아로 참가 | 유고슬라비아로 참가 | 유고슬라비아로 참가 | 유고슬라비아로 참가 | 유고슬라비아로 참가 | 유고슬라비아로 참가 | 유고슬라비아로 참가 | 유고슬라비아로 참가 |
| 1991년           | 유고슬라비아로 참가 | 유고슬라비아로 참가 | 유고슬라비아로 참가 | 유고슬라비아로 참가 | 유고슬라비아로 참가 | 유고슬라비아로 참가 | 유고슬라비아로 참가 | 유고슬라비아로 참가 | 유고슬라비아로 참가 |
| 1993년           | 참가 자격 없음      | 참가 자격 없음      | 참가 자격 없음      | 참가 자격 없음      | 참가 자격 없음      | 참가 자격 없음      | 참가 자격 없음      | 참가 자격 없음      | 참가 자격 없음      |
| 1997년           | 참가 자격 없음      | 참가 자격 없음      | 참가 자격 없음      | 참가 자격 없음      | 참가 자격 없음      | 참가 자격 없음      | 참가 자격 없음      | 참가 자격 없음      | 참가 자격 없음      |
| 2001년           | 참가 자격 없음      | 참가 자격 없음      | 참가 자격 없음      | 참가 자격 없음      | 참가 자격 없음      | 참가 자격 없음      | 참가 자격 없음      | 참가 자격 없음      | 참가 자격 없음      |
| 2005년           | 참가 자격 없음      | 참가 자격 없음      | 참가 자격 없음      | 참가 자격 없음      | 참가 자격 없음      | 참가 자격 없음      | 참가 자격 없음      | 참가 자격 없음      | 참가 자격 없음      |
| 2009년           | 참가 자격 없음      | 참가 자격 없음      | 참가 자격 없음      | 참가 자격 없음      | 참가 자격 없음      | 참가 자격 없음      | 참가 자격 없음      | 참가 자격 없음      | 참가 자격 없음      |
| 2013년           | 조별리그            | 6위                 | 5                   | 1                   | 1                   | 3                   | 7                   | 14                  | 4                   |
| 2018년           |                     |                     |                     |                     |                     |                     |                     |                     |                     |
| 합계             | 1회 진출(1/1)       | 조별리그(1회)       | 3                   | 0                   | 1                   | 2                   | 3                   | 9                   | 1                   |

## 주요 선수
- 고란 판데프
- 알렉산다르 트라이코프스키
- 스테판 리스토프스키
- 키레 리스테프스키
- 스톨레 디미트리에프스키
- 일리야 네스토로프스키
- 스테판 스피로프스키

## 역대 감독
| 감독              | 임기        |
| ----------------- | ----------- |
| 슬로보단 산트라치 | 2005        |
| 스레치코 카타네츠 | 2006 ~ 2009 |
| 존 토샥           | 2011 ~ 2012 |
| 보슈코 주로프스키 | 2013 ~ 2015 |

## 같이 보기
- 북마케도니아 여자 축구 국가대표팀